# Vicente Joaquim Zico
Vicente Joaquim Zico (Luz, 1927. január 27. – Belém, 2015. május 4.) brazil katolikus pap. 1950 és 2004 között volt a Belém do Pará-i főegyházmegye érseke.